# Baliganahalli, Bangarapet
Baliganahalli là một làng thuộc tehsil Bangarapet, huyện Kolar, bang Karnataka, Ấn Độ.